# Teodoro I da Rússia
Teodoro I (Moscou, 31 de maio de 1557 – Moscou, 17 de janeiro de 1598) foi o Czar da Rússia de 1584 até sua morte em 1598. Era filho do czar Ivã IV e sua primeira esposa Anastásia Romanovna.

## Carreira
Teodoro tinha 27 anos ao se tornar czar, mas não se encontrava preparado para governar. Por este motivo, ele instituiu um conselho regencial composto por Teodoro Ivanovitch Mtislavski, presidente do Conselho de boiardos, Ivã Petrovitch Chuiski, Nikita Romanovitch Romanov e Bogdan Iakovlevitch Bielski. Bielski foi um dos maiores chefes da opríchnina e defendeu os direitos do tsarévich Demétrio, meio-irmão de Teodoro e filho da última esposa de Ivã IV. Nikita Romanov era um tio materno de Teodoro.
Boris Godunov, cunhado de Teodoro, não foi incluído no conselho regencial, mas durante os últimos anos de Ivã conseguiu adquirir poder suficiente para participar na luta pelo poder. Apoiado por Mtislavski e Romanov, começa a ameaçar Bogdan Bielski, que é exilado em Uglitch com o czarevich Demétrio. Ivã Chuiski tinha muito mais poder e ambição, mas suas relações amistosas com a Polônia o prejudicavam.
Desse tempo até a morte de Teodoro, o poder estava concentrado nas mãos de Boris Godunov. Sua principal realização foi a instauração do patriarcado de Moscou em 1588. Nesta época, tratou-se do único patriarcado ortodoxo independente, pois os outros (Constantinopla, Antioquia, Alexandria e Jerusalém) estavam sob dominação otomana. 
Em 15 de maio de 1591, o czarevich Demétrio morre em Uglitch, provavelmente assassinado por ordens de Boris Godunov. Teodoro ficou sem herdeiros e, com a sua morte em 1598, termina consigo a Dinastia Rurique. Boris Godunov se aproveitou do vácuo político para ocupar o trono, mas sua coroação contestada iniciou um período de distúrbios no território russo, conhecido atualmente como o Tempo de Dificuldades.